# Melissodes tristis
Melissodes tristis är en biart som beskrevs av Cockerell 1894. Melissodes tristis ingår i släktet Melissodes och familjen långtungebin. Inga underarter finns listade i Catalogue of Life.